# Galium rebae
Galium rebae är en måreväxtart som beskrevs av Robert Reid Mill. Galium rebae ingår i släktet måror, och familjen måreväxter. Inga underarter finns listade i Catalogue of Life.